# X 밴드
X 밴드는 8-12기가 헤르츠의 SHF 주파수 대역을 말한다.

## 레이다
레이다에서 매우 자주 사용되는 주파수 밴드이다.

## 아마추어 무선
아마추어 무선에서는 3센티미터 밴드라고 부른다. 10.000GHz부터 10.500GHz가 ITU가 설정한 국제 아마추어 대역이다. 10.450GHz부터 10.500GHz가 아마추어 위성 대역이다.

## 다른 주파수 밴드
| L 밴드  | 1 to 2 GHz     |
| S 밴드  | 2 to 4 GHz     |
| C 밴드  | 4 to 8 GHz     |
| X 밴드  | 8 to 12 GHz    |
| Ku 밴드 | 12 to 18 GHz   |
| K 밴드  | 18 to 26.5 GHz |
| Ka 밴드 | 26.5 to 40 GHz |
| Q 밴드  | 30 to 50 GHz   |
| U 밴드  | 40 to 60 GHz   |
| V 밴드  | 50 to 75 GHz   |
| E 밴드  | 60 to 90 GHz   |
| W 밴드  | 75 to 110 GHz  |
| F 밴드  | 90 to 140 GHz  |
| D 밴드  | 110 to 170 GHz |

## 같이 보기
- X밴드 레이다
- 해상 기반 X-밴드 레이다